# John Flowers
John Flowers (Waldorf, 13 giugno 1989) è un cestista statunitense.

## Palmarès
- Campionato messicano: 1

Soles de Mexicali: 2019-20